# Poids plume
Ne doit pas être confondu avec Poids plumes.
Pour les articles homonymes, voir Poids (homonymie).
Pour plus de détails, voir Fiche technique et Distribution.
Poids plume est un court métrage français réalisé par Nolwenn Lemesle en 2005.

## Fiche technique
- Réalisateur et Scénariste  : Nolwenn Lemesle
- Société de production : Groupe de recherches et d'essais cinématographiques (GREC) [1]
- Producteur : Alice Beckman
- Musique du film :  Karim Berraf
- Directeur de la photographie : Fabien Lamotte
- Montage :  Ana Agnello
- Distribution des rôles : Claire Coulange
- Format : court métrage
- Pays d'origine  :  France
- Genre : drame
- Durée : 20 minutes

## Distribution
- Tessa Szczeciniar
- Marie Bunel
- Fabienne Chaudat
- Antoine Coesens
- Dounia Coesens
- Pierre Boulanger